# Locusta
Locusta či Lucusta († 69) byla proslulá travička, která působila v Římě na sklonku vlády Juliovsko-claudiovské dynastie, často ve službách Agrippiny a císaře Nerona. Připisuje se jí podíl na zavraždění císaře Claudia a jeho syna Britannica. Po svržení a smrti svého ochránce Nerona, pro kterého cvičila jemu oddané traviče, byla na příkaz nového císaře Galby popravena.